# Bellator MMA
Bellator MMA (ранее — Bellator Fighting Championships) — американская спортивная организация, базирующаяся в Санта-Монике и проводящая бои по смешанным единоборствам.
Вторая по величине MMA-компания в мире. Принадлежит и управляется ViacomCBS.

## История
Bellator основана американским бизнесменом Бьорном Ребни в 2008 году. В отличие от других организаций, где бои проводят либо в октагоне, либо на гибридном ринге, в Bellator схватки проходят в клетке круглой формы. Дебютный турнир Bellator Fighting Championships 1 провели в апреле 2009 года. Bellator ежегодно организует турниры (т. н. «сезоны» — англ. seasons), в которых бойцы выявляют победителя по олимпийской системе в различных весовых категориях. Помимо этого проводятся схватки за чемпионский пояс организации
В декабре 2011 года компания ViacomCBS приобрела контрольный пакет акций компании.
В июне 2014 года было объявлено об освобождении от должности председателя совета директоров Бьорна Ребни и президента Тима Данаера. Ребни сменит на этом посту основатель компании Strikeforce Скотт Кокер. После прихода Скотта Кокера сезоны были отменены.

### Трансляции
9 февраля 2021 года было объявлено, что шоу Bellator MMA c апреля 2021 года будут транслироваться на канале Showtime.
С 2021 года Bellator эксклюзивно представлен в России на платформе Okko Спорт.

### Комментарии
1. ↑  Все кто выигрывал титул в тяжёлом весе, чемпионами становили по 1 разу.
2. ↑  Один раз был линейным чемпионом, один раз временным. Все остальные владели титулам по разу.
3. ↑  Всего было две чемпионки, чемпионками становили по 1 разу.
4. ↑  Все кто выигрывал титул в наилегчайшем весе, чемпионкам становили по 1 разу.
5. ↑  Была единственной чемпионкой дивизиона минимального веса, ныне дивизион закрыт.
6. ↑  «Bellator» на латыни означает «воин»